# Grema
Grema (albanska: Grema, serbiska: Grebno) är en by i Kosovo. Den ligger i kommunen Ferizaj. Enligt den senaste folkräkningen år 2011 fanns det 4 421 invånare.

## Demografi
| Demografi | 2011 |
| --------- | ---- |
| albaner   | 4416 |
| bosnjaker | 2    |
| Goraner   | 1    |
| okänt     | 1    |